# Cúp C1 châu Âu 1987–88
Cúp C1 châu Âu 1987-88 là mùa thứ 33 của Cúp C1 châu Âu. Giải đấu đã chứng kiến sự lên ngôi lần đầu tiên của PSV Eindhoven khi họ đánh bại Benfica đã từng hai lần vô địch giải đấu này trong trận chung kết diễn ra ở sân vận động Neckarstadion tại Stuttgart. PSV đã trở thành đội bóng Hà Lan đầu tiên vô địch giải đấu sau 15 năm. Họ cũng lập kỷ lục khi chỉ thắng ba trận trên hành trình của mình, đặc biệt là không thắng trận nào từ vòng tứ kết trở đi.
Đương kim vô địch FC Porto đã bị Real Madrid loại ngay ở vòng hai. Các câu lạc bộ của Anh bị cấm tham dự sau thảm họa Heysel năm 1985. Chính vì vậy mà Everton đã không được tham dự lần thứ hai trong vòng ba năm.

## Vòng 1
| Đội 1            | TTS  | Đội 2           | Lượt đi | Lượt về |
| ---------------- | ---- | --------------- | ------- | ------- |
| Neuchâtel Xamax  | 6–2  | Kuusysi         | 5–0     | 1–2     |
| Bayern Munich    | 5–0  | CSKA Sredets    | 4–0     | 1–0     |
| Real Madrid      | 3–1  | Napoli          | 2–0     | 1–1     |
| Porto            | 6–0  | Vardar          | 3–0     | 3–0     |
| Lillestrøm       | 5–3  | Linfield        | 1–1     | 4–2     |
| Bordeaux         | 4–0  | BFC Dynamo      | 2–0     | 2–0     |
| Rapid Wien       | 7–0  | Ħamrun Spartans | 6–0     | 1–0     |
| PSV Eindhoven    | 3–2  | Galatasaray     | 3–0     | 0–2     |
| Steaua București | 4–2  | MTK             | 4–0     | 0–2     |
| Shamrock Rovers  | 0–1  | Omonia          | 0–1     | 0–0     |
| Dynamo Kyiv      | 1–2  | Rangers         | 1–0     | 0–2     |
| Olympiacos       | 2–3  | Górnik Zabrze   | 1–1     | 1–2     |
| AGF Aarhus       | 4–2  | Jeunesse Esch   | 4–1     | 0–1     |
| Benfica          | 4–0  | Partizani       | 4–0     | (w/o)1  |
| Fram             | 0–10 | Sparta Prague   | 0–2     | 0–8     |
| Malmö FF         | 1–2  | Anderlecht      | 0–1     | 1–1     |

1 Partizani Tirana bị UEFA loại khỏi giải đấu bởi vì họ có bốn cầu thủ bị đuổi khỏi sân trong trận lượt đi.

### Giai đoạn 1
| Neuchâtel Xamax                                      | 5–0    | Kuusysi |
| ---------------------------------------------------- | ------ | ------- |
| Van der Gijp 9', 20', 75' · Hermann 31' · Sutter 50' | Report |         |

| Bayern Munich                               | 4–0    | CFKA Sredets |
| ------------------------------------------- | ------ | ------------ |
| Wegmann 32', 64' · Dorfner 37' · Brehme 56' | Report |              |

| Real Madrid                               | 2–0    | Napoli |
| ----------------------------------------- | ------ | ------ |
| Míchel 18' (ph.đ.) · De Napoli 76' (l.n.) | Report |        |

Trận đấu này thi đấu trong tình trạng không có khán giả nào vào sân do lệnh cấm từ UEFA xuất phát từ những sự cố trong trận đấu giữa Real Madrid và Bayern Munich mùa trước.
| Porto                       | 3–0    | Vardar |
| --------------------------- | ------ | ------ |
| Madjer 14', 84' · Sousa 51' | Report |        |

| Lillestrøm | 1–1    | Linfield   |
| ---------- | ------ | ---------- |
| Olsen 45'  | Report | Baxter 74' |

| Bordeaux         | 2–0    | BFC Dynamo |
| ---------------- | ------ | ---------- |
| Ferreri 47', 58' | Report |            |

| Rapid Wien                                                            | 6–0    | Ħamrun Spartans |
| --------------------------------------------------------------------- | ------ | --------------- |
| Kranjčar 9' (ph.đ.), 43' · Stojadinović 29', 81', 88' · Willfurth 78' | Report |                 |

| PSV Eindhoven                        | 3–0    | Galatasaray |
| ------------------------------------ | ------ | ----------- |
| Gillhaus 56' · Koeman 75' · Koot 89' | Report |             |

| Steaua București                         | 4–0    | MTK |
| ---------------------------------------- | ------ | --- |
| Hagi 11', 26' · Bölöni 63' · Lăcătuș 83' | Report |     |

| Shamrock Rovers | 0–1    | Omonia         |
| --------------- | ------ | -------------- |
|                 | Report | Theofanous 10' |

| Dynamo Kyiv                | 1–0    | Rangers |
| -------------------------- | ------ | ------- |
| Mykhaylychenko 74' (ph.đ.) | Report |         |

| Olympiacos  | 1–1    | Górnik Zabrze |
| ----------- | ------ | ------------- |
| Alexiou 19' | Report | Klemenz 27'   |

| AGF Aarhus                                                 | 4–1    | Jeunesse Esch |
| ---------------------------------------------------------- | ------ | ------------- |
| Beck Andersen 1' · Lundkvist 8', 19' · Bartram 43' (ph.đ.) | Report | Scholten 73'  |

| Benfica                                         | 4–0    | Partizani |
| ----------------------------------------------- | ------ | --------- |
| Hametaj 37' (l.n.) · Mozer 81' · Águas 86', 90' | Report |           |

| Fram | 0–2    | Sparta Prague            |
| ---- | ------ | ------------------------ |
|      | Report | Skuhravý 78' · Novák 86' |

| Malmö FF | 0–1    | Anderlecht   |
| -------- | ------ | ------------ |
|          | Report | Vervoort 37' |

### Giai đoạn 2
| Kuusysi             | 2–1    | Neuchâtel Xamax |
| ------------------- | ------ | --------------- |
| Lius 7' · Kousa 28' | Report | Van der Gijp 9' |

Neuchâtel Xamax chung cuộc thắng 6–2.
| CFKA Sredets | 0–1    | Bayern Munich |
| ------------ | ------ | ------------- |
|              | Report | Kögl 70'      |

Bayern Munich chung cuộc thắng 5–0.
| Napoli      | 1–1    | Real Madrid    |
| ----------- | ------ | -------------- |
| Francini 9' | Report | Butragueño 44' |

Real Madrid chung cuộc thắng 3–1.
| Vardar | 0–3    | Porto                                  |
| ------ | ------ | -------------------------------------- |
|        | Report | Sousa 37' · Magalhães 64' · Madjer 66' |

Porto chung cuộc thắng 6–0.
| Linfield           | 2–4    | Lillestrøm                                 |
| ------------------ | ------ | ------------------------------------------ |
| McGaughey 40', 67' | Report | Larsen 26', 80' · Håberg 42' · Sognnæs 81' |

Lillestrøm chung cuộc thắng 5–3
| BFC Dynamo | 0–2    | Bordeaux                         |
| ---------- | ------ | -------------------------------- |
|            | Report | Zlatko Vujović 58' · Ferreri 87' |

Bordeaux chung cuộc thắng 4–0.
| Ħamrun Spartans | 0–1    | Rapid Wien   |
| --------------- | ------ | ------------ |
|                 | Report | H. Weber 70' |

Rapid Wien chung cuộc thắng 7–0.
| Galatasaray                   | 2–0    | PSV Eindhoven |
| ----------------------------- | ------ | ------------- |
| Çolak 5' · Nielsen 42' (l.n.) | Report |               |

PSV Eindhoven chung cuộc thắng 3–2.
| MTK                      | 2–0    | Steaua București |
| ------------------------ | ------ | ---------------- |
| Híres 18' · Szeibert 43' | Report |                  |

Steaua București chung cuộc thắng 4–2.
| Omonia | 0–0    | Shamrock Rovers |
| ------ | ------ | --------------- |
|        | Report |                 |

Omonia chung cuộc thắng 1–0.
| Rangers                 | 2–0    | Dynamo Kyiv |
| ----------------------- | ------ | ----------- |
| Falco 24' · McCoist 50' | Report |             |

Rangers chung cuộc thắng 2–1.
| Górnik Zabrze        | 2–1    | Olympiacos           |
| -------------------- | ------ | -------------------- |
| Cyroń 24' · Iwan 42' | Report | Kostikos 65' (ph.đ.) |

Górnik Zabrze chung cuộc thắng 3–2.
| Jeunesse Esch | 1–0    | AGF Aarhus |
| ------------- | ------ | ---------- |
| Theis 67'     | Report |            |

AGF Aarhus chung cuộc thắng 4–2.
| Partizani | w/o    | Benfica |
| --------- | ------ | ------- |
|           | Report |         |

Partizani đã bị loại khỏi giải đấu bởi UEFA do có bốn cầu thủ bị đuổi khỏi trận lượt đi. Benfica đủ điều vào vòng loại trực tiếp.
| Sparta Prague                                                               | 8–0    | Fram |
| --------------------------------------------------------------------------- | ------ | ---- |
| Hašek 7', 77' · Novák 14', 56', 64' · Griga 17' · Čabala 59' · Chovanec 73' | Report |      |

Sparta Prague chung cuộc thắng 10–0.
| Anderlecht   | 1–1    | Malmö FF     |
| ------------ | ------ | ------------ |
| Vervoort 29' | Report | Engqvist 62' |

Anderlecht chung cuộc thắng 2–1.

## Vòng 2
| Đội 1            | TTS | Đội 2         | Lượt đi | Lượt về |
| ---------------- | --- | ------------- | ------- | ------- |
| Neuchâtel Xamax  | 2–3 | Bayern Munich | 2–1     | 0–2     |
| Real Madrid      | 4–2 | Porto         | 2–1     | 2–1     |
| Lillestrøm       | 0–1 | Bordeaux      | 0–0     | 0–1     |
| Rapid Wien       | 1–4 | PSV Eindhoven | 1–2     | 0–2     |
| Steaua București | 5–1 | Omonia        | 3–1     | 2–0     |
| Rangers          | 4–2 | Górnik Zabrze | 3–1     | 1–1     |
| AGF Aarhus       | 0–1 | Benfica       | 0–0     | 0–1     |
| Sparta Prague    | 1–3 | Anderlecht    | 1–2     | 0–1     |

### Giai đoạn 1
| Neuchâtel Xamax        | 2–1    | Bayern Munich |
| ---------------------- | ------ | ------------- |
| Lüthi 28' · Sutter 51' | Report | Matthäus 47'  |

| Real Madrid               | 2–1    | Porto      |
| ------------------------- | ------ | ---------- |
| Sánchez 80' · Sanchís 90' | Report | Madjer 13' |

Trận đấu này diễn ra tại Valencia do lệnh cấm từ UEFA xuất phát từ những sự cố trong trận đấu giữa Real Madrid và Bayern Munich mùa trước.
| Lillestrøm | 0–0    | Bordeaux |
| ---------- | ------ | -------- |
|            | Report |          |

| Rapid Wien           | 1–2    | PSV Eindhoven               |
| -------------------- | ------ | --------------------------- |
| Kranjčar 47' (ph.đ.) | Report | Van Aerle 7' · Gillhaus 77' |

| Steaua București                  | 3–1    | Omonia          |
| --------------------------------- | ------ | --------------- |
| Hagi 14' (ph.đ.), 68' · Iovan 43' | Report | Xiourouppas 38' |

| Rangers                              | 3–1    | Górnik Zabrze |
| ------------------------------------ | ------ | ------------- |
| McCoist 7' · Durrant 22' · Falco 45' | Report | Urban 58'     |

| AGF Aarhus | 0–0    | Benfica |
| ---------- | ------ | ------- |
|            | Report |         |

| Sparta Prague | 1–2    | Anderlecht                 |
| ------------- | ------ | -------------------------- |
| Hašek 9'      | Report | Vervoort 27' · Frimann 50' |

### Giai đoạn 2
| Bayern Munich              | 2–0    | Neuchâtel Xamax |
| -------------------------- | ------ | --------------- |
| Pflügler 88' · Wegmann 90' | Report |                 |

Bayern Munich chung cuộc thắng 3–2.
| Porto     | 1–2    | Real Madrid     |
| --------- | ------ | --------------- |
| Sousa 23' | Report | Míchel 54', 69' |

Real Madrid chung cuộc thắng 4–2.
| Bordeaux    | 1–0    | Lillestrøm |
| ----------- | ------ | ---------- |
| Ferreri 41' | Report |            |

Bordeaux chung cuộc thắng 1–0.
| PSV Eindhoven            | 2–0    | Rapid Wien |
| ------------------------ | ------ | ---------- |
| Lerby 15' · Gillhaus 84' | Report |            |

PSV Eindhoven chung cuộc thắng 4–1.
| Omonia | 0–2    | Steaua București                  |
| ------ | ------ | --------------------------------- |
|        | Report | Christofi 8' (l.n.) · Lăcătuș 35' |

Steaua București chung cuộc thắng 5–1.
| Górnik Zabrze | 1–1    | Rangers             |
| ------------- | ------ | ------------------- |
| Orzeszek 63'  | Report | McCoist 41' (ph.đ.) |

Rangers chung cuộc thắng 4–2.
| Benfica   | 1–0    | AGF Aarhus |
| --------- | ------ | ---------- |
| Nunes 38' | Report |            |

Benfica chung cuộc thắng 1–0.
| Anderlecht | 1–0    | Sparta Prague |
| ---------- | ------ | ------------- |
| Nilis 14'  | Report |               |

Anderlecht chung cuộc thắng 3–1.

## Vòng tứ kết
| Đội 1            | TTS     | Đội 2         | Lượt đi | Lượt về |
| ---------------- | ------- | ------------- | ------- | ------- |
| Bayern Munich    | 3–4     | Real Madrid   | 3–2     | 0–2     |
| Bordeaux         | 1–1 (a) | PSV Eindhoven | 1–1     | 0–0     |
| Steaua București | 3–2     | Rangers       | 2–0     | 1–2     |
| Benfica          | 2–1     | Anderlecht    | 2–0     | 0–1     |

### Giai đoạn 1
| Bayern Munich                           | 3–2    | Real Madrid                  |
| --------------------------------------- | ------ | ---------------------------- |
| Pflügler 39' · Eder 45' · Wohlfarth 47' | Report | Butragueño 85' · Sánchez 90' |

| Bordeaux  | 1–1    | PSV Eindhoven |
| --------- | ------ | ------------- |
| Touré 21' | Report | Kieft 40'     |

| Steaua București       | 2–0    | Rangers |
| ---------------------- | ------ | ------- |
| Pițurcă 2' · Iovan 67' | Report |         |

| Benfica                       | 2–0    | Anderlecht |
| ----------------------------- | ------ | ---------- |
| Magnusson 16' · Chiquinho 19' | Report |            |

### Giai đoạn 2
| Real Madrid               | 2–0    | Bayern Munich |
| ------------------------- | ------ | ------------- |
| Janković 26' · Míchel 41' | Report |               |

Real Madrid chung cuộc thắng 4–3.
| PSV Eindhoven | 0–0    | Bordeaux |
| ------------- | ------ | -------- |
|               | Report |          |

1–1 trong hai lợt trận. PSV Eindhoven theo luật bàn thắng sân khách.
| Rangers                         | 2–1    | Steaua București |
| ------------------------------- | ------ | ---------------- |
| Gough 16' · McCoist 32' (ph.đ.) | Report | Lăcătuș 3'       |

Steaua București chung cuộc thắng 3–2.
| Anderlecht     | 1–0    | Benfica |
| -------------- | ------ | ------- |
| Guðjohnsen 63' | Report |         |

Benfica chung cuộc thắng 2–1.

## Bán kết
| Đội 1            | TTS     | Đội 2         | Lượt đi | Lượt về |
| ---------------- | ------- | ------------- | ------- | ------- |
| Real Madrid      | 1–1 (a) | PSV Eindhoven | 1–1     | 0–0     |
| Steaua București | 0–2     | Benfica       | 0–0     | 0–2     |

### Giai đoạn 1
| Real Madrid        | 1–1    | PSV Eindhoven |
| ------------------ | ------ | ------------- |
| Sánchez 6' (ph.đ.) | Report | Linskens 19'  |

| Steaua București | 0–0    | Benfica |
| ---------------- | ------ | ------- |
|                  | Report |         |

### Giai đoạn 2
| PSV Eindhoven | 0–0    | Real Madrid |
| ------------- | ------ | ----------- |
|               | Report |             |

1–1 sau hai lượt trận. PSV Eindhoven thắng theo luật bàn thắng sân khách.
| Benfica        | 2–0    | Steaua București |
| -------------- | ------ | ---------------- |
| Águas 22', 33' | Report |                  |

Benfica chung cuộc thắng 2–0.

## Chung kết
| PSV Eindhoven                                          | 0–0 (s.h.p.) | Benfica                                        |
| ------------------------------------------------------ | ------------ | ---------------------------------------------- |
|                                                        | Report       |                                                |
| Loạt sút luân lưu                                      |              |                                                |
| Koeman · Kieft · Nielsen · Vanenburg · Lerby · Janssen | 6–5          | Elzo · Dito · Hajry · Pacheco · Mozer · Veloso |

## Cầu thủ ghi bàn hàng đầu
Dưới đây là những cầu thủ ghi bàn hàng đầu tại Cúp C1 châu Âu 1987–88:
| Thứ hạng | Tên                | Đội              | Bàn thắng | Phút thi đấu |
| -------- | ------------------ | ---------------- | --------- | ------------ |
| 1        | Petar Novák        | Sparta Prague    | 4         | 185          |
| 1        | René van der Gijp  | Neuchâtel Xamax  | 4         | 270          |
| 1        | Rabah Madjer       | Porto            | 4         | 349          |
| 1        | Ally McCoist       | Rangers          | 4         | 435          |
| 1        | Rui Águas          | Benfica          | 4         | 597          |
| 1        | Gheorghe Hagi      | Steaua București | 4         | 675          |
| 1        | Míchel             | Real Madrid      | 4         | 720          |
| 8        | Jürgen Wegmann     | Bayern Munich    | 3         | 179          |
| 8        | Jean-Marc Ferreri  | Bordeaux         | 3         | 345          |
| 8        | Ivan Hašek         | Sparta Prague    | 3         | 360          |
| 8        | Zlatko Kranjčar    | Rapid Wien       | 3         | 360          |
| 8        | António Sousa      | Porto            | 3         | 360          |
| 8        | Zoran Stojadinović | Rapid Wien       | 3         | 360          |
| 8        | Hugo Sánchez       | Real Madrid      | 3         | 450          |
| 8        | Patrick Vervoort   | Anderlecht       | 3         | 495          |
| 8        | Marius Lăcătuș     | Steaua București | 3         | 578          |
| 8        | Hans Gillhaus      | PSV Eindhoven    | 3         | 647          |